# Fort de Frouard
Le fort de Frouard, appelé brièvement fort Drouot, est un ouvrage fortifié se trouvant au nord-ouest de la commune de Champigneulles, dans le département de Meurthe-et-Moselle. Construit de 1879 à 1883 après l'annexion de l'Alsace-Lorraine en 1871, il avait pour mission de servir de fort d'arrêt dans la « trouée de Charmes », entre la place forte de Toul et celle d'Épinal.

## Un fort d'arrêt
À la fin de la guerre franco-allemande de 1870, la frontière franco-allemande est tracée au milieu de la Lorraine, séparant la Meurthe-et-Moselle, qui reste française, et l'Alsace-Lorraine, qui fait désormais partie de l'Empire allemand. Presque aussitôt, la République française fait construire de nouvelles fortifications le long de cette nouvelle frontière, une ligne discontinue appelée le système Séré de Rivières : quatre puissantes places fortes ont été aménagées le long de cette frontière, les places de Verdun, de Toul, d'Épinal et de Belfort, composées d'une ceinture de forts et de batteries et largement garnies d'artillerie et d'infanterie. Si ces places sont réunies deux à deux par des rideaux de forts (le rideau des hauts de Meuse entre Verdun et Toul et le rideau de la Haute-Moselle entre Épinal et Belfort), un vaste espace entre les deux ensembles a été laissé libre : la « trouée de Charmes ». Cette trouée de 59 km de large (entre l'ouvrage du Chanot près de Toul et le fort de Dogneville près d'Épinal), un appât assez évident, est tout de même renforcée par cinq forts isolés, appelés « forts d'arrêt », contrôlant les axes ferroviaires pour rendre difficile une offensive : ce sont les forts de Manonviller (à l'est de Lunéville), de Frouard (au nord de Nancy), de Pont-Saint-Vincent (au sud de Neuves-Maisons), de Pagny-la-Blanche-Côte (au sud-ouest de Toul) et de Bourlémont (à l'ouest de Neufchâteau).
Le fort de Frouard est construit à 368 mètres d'altitude, sur le plateau dominant d'environ 150 mètres la confluence entre la Moselle et la Meurthe, au nord de l'agglomération de Nancy. Avec le fort de Pont-Saint-Vincent plus au sud, le fort de Frouard permet d'étendre le périmètre de défense de la place forte de Toul vers l'est, intégrant toute la forêt de Haye, Nancy devant être protégée par les fortifications de campagne élevées dès le début de la mobilisation sur le Grand Couronné. Le fort est complété par une série de  sept batteries annexes, la plus importante étant la batterie de l'Éperon à l'extrémité nord de la cuesta (48° 44′ 51″ N, 6° 08′ 28″ E).

## Histoire
Par le décret du 21 janvier 1887, le ministre de la Guerre Georges Boulanger renomme tous les forts, batteries et casernes avec les noms d'anciens chefs militaires. Pour le fort de Frouard, son « nom Boulanger » est en référence au général de l'Empire Antoine Drouot, natif de Nancy : le nouveau nom devait être gravé au fronton de l'entrée. Dès le 13 octobre 1887, le successeur de Boulanger au ministère, Théophile Ferron, abroge le décret. Le fort reprend officiellement son nom précédent.
À l'automne 1914, le front se fixe à une vingtaine de kilomètres du fort. En 1915, les canons de rempart sont retirés : trois canons de 155 mm modèle 1877, huit de 95 mm et quatre mortiers de 15 cm partent avec leurs munitions pour le front. En septembre 1944, lors des combats de libération dans l'Est de la France, le fort sera bombardé par l'aviation américaine afin de dissuader les troupes allemandes stationnées dans le secteur de Nancy de continuer un combat retardateur dans une position fortifiée. Les bombes américaines atteignirent principalement l'étage du casernement de gauche, perforant les voûtes et dans une moindre mesure le casernement de guerre bétonné en 1908 qui résista mieux aux impacts des bombes.
Dans les années 1980, le fort sert de lieu d'entrainement pour les troupes commando.
Depuis 2007, le fort de Frouard et la batterie de l'Éperon sont ouverts à la visite certaines journées par l'Association de sauvegarde du patrimoine fortifié de Frouard (ASPFF).

## Description
Le fort est entouré d'un fossé sur quatre côtés, dessinant un rectangle régulier, presque carré, délimitant une surface de 3,8 hectares. La défense des fossés est confiée à deux caponnières simples aux saillants 1 et 3 et à un coffre double de contrescarpe au saillant 4 équipés de canon révolver et de canon de 12 (culasse), lequel remplaça vers 1910 une caponnière double. Le centre du fort est occupé par un casernement  de paix à étage desservi par deux cours intérieures situées de part et d'autre du passage en capitale, construit en maçonnerie et recouvert de terre, surmonté par une tourelle Mougin modèle 1876 armée de deux canons de 155 mm De Bange, autour duquel sont disposées les plateformes d'artillerie, séparées par dix traverses-abris. C'est donc un fort Séré de Rivières du type dit « à massif central » entouré d'une rue du rempart desservant des plateformes d'artillerie.
L'alimentation en eau était assurée par trois systèmes différents :
1. une machine élévatoire située en contrebas dans le ravin du Raybois pompait l'eau de la Meurthe et l'élevait l'eau jusque sur le plateau de Frouard afin d'assurer en temps de paix les principaux besoins en eau du fort de Frouard, mais également ceux de la batterie voisine de l'Éperon et des installations fortifiées du parc Latier,
2. cinq citernes d'une contenance totale de près de 800 m3 étaient alimentées d'une part par la machine élévatoire pré-citée et par les eaux de pluie de captées sur les dessus du fort et,
3. un puits profond d'une centaine de mètres pouvait assurer un débit d'environ 3 m3/h.

À la suite de la crise de l'obus-torpille dans les années 1880, le fort est modernisé. En 1887, un magasin sous roc est creusé à dix mètres de profondeur avec monte charge et plan incliné. En 1903, un réseau "brin" de barbelés et queue de cochon est installé autour des fossés. De 1907 à 1914, un casernement bétonné à l'épreuve est aménagé entre les saillants 2 et 3, une citerne à l'épreuve, une entrée de guerre équipé par voie de 60, située en fond de fossé et accessible par une rampe descendant de la contrescarpe est ménagée au centre de ce casernement bétonné, tandis que la caponnière double est remplacée par un coffre de contrescarpe bétonné muni d'amorces de galeries d'écoute et de contremine.  En 1908, trois tourelles de mitrailleuses sont installées ; en 1910 s'y rajoutent des groupes électrogènes pour l'éclairage, la rotation des tourelles et la ventilation. De 1910 à 1912, une tourelle et une casemate pour projecteur (pour le combat de nuit) sont implantées, ainsi que cinq observatoires cuirassés, quatre guérites blindées et une tourelle pour deux canons de 75 mm.

## Intérêt Patrimonial
Aujourd'hui, le Fort de Frouard est le dernier Fort de France à posséder une casemate de projecteur de 90 mm et une tourelle de projecteur de 90 mm à éclipse.